# Vergelmer
Vergelmer byla švédská blackmetalová hudební skupina z městečka Åtvidaberg založená v roce 1993 původně jako projekt členů kapely Algaion. Vydavatelsky aktivní byla v letech 1993–1997. Předchůdkyní byla švédská deathmetalová kapela Abemal, kde působili kytaristé Nazgul a Yngve.
Debutové a zároveň jediné studiové album s názvem Light the Black Flame vyšlo v roce 1997 u britského vydavatelství Cacophonous Records.

## Diskografie
Dema
- In the Dead of Winter (1993)
- Rehearsal '93 (1993)
- Rehearsal October 1993 (1993)
- Rehearsal 01/94 (1994)
- In Darkness Forever (1994)

Studiová alba
- Light the Black Flame (1997)

EP
- Advance (1994)
- Origo Malitiae (2000) – původně zamýšleno jako split CD s japonskou kapelou Sigh cca kolem r. 1998